# Impasse naval entre Bangladesh e Mianmar em 2008
O impasse naval entre Bangladesh e Mianmar em 2008 foi um impasse naval entre a Marinha de Bangladesh e a Marinha de Mianmar sobre o território disputado no nordeste da Baía de Bengala. O impasse terminou após negociações diplomáticas. Em 2012, os dois países resolveram suas disputas sobre fronteiras marítimas em um tribunal internacional.

## Antecedentes
A Baía de Bengala possui grandes reservas inexploradas de petróleo e gás natural. Em novembro de 2008, Mianmar permitiu que a empresa sul-coreana Daewoo explorasse o fundo do mar em uma área a 50 milhas náuticas a sudoeste da Ilha de St. Martin. A área era disputada entre Bangladesh e Mianmar como parte de suas respectivas zonas econômicas exclusivas.

## Impasse
Citando o direito internacional, Bangladesh afirmou que Mianmar não deveria permitir qualquer tipo de atividade nos territórios debatidos até uma solução. Depois que as solicitações bangladeshianas não foram atendidas, a Marinha de Bangladesh implantou três navios de guerra na área, incluindo o BNS Abu Bakr, o BNS Madhumati e o BNS Nirbhoy.  Mianmar implantou pelo menos duas embarcações navais.

## Negociações
O governo de Bangladesh declarou que Mianmar estava operando bem dentro do território disputado. O Secretário das Relações Exteriores do Bangladesh, Towhid Hossain, convocou o embaixador de Mianmar e, mais tarde, ele próprio voou para Yangon com uma equipe de diplomatas de Bangladesh. Iftekhar Ahmed Chowdhury, o ministro interino das Relações Exteriores de Bangladesh, prometeu que seu país protegeria sua soberania e território com "todas as medidas necessárias".  Não houve declaração de Mianmar.

## Retirada
Em 7 de novembro de 2008, foi relatado que Mianmar retirou seus navios de guerra e a Daewoo começou a remover seu equipamento da área.

## Arbitragem
Em 2009, Bangladesh apresentou suas reivindicações ao Tribunal Internacional do Direito do Mar. Ambos os países chegaram a um acordo no tribunal em 2012. 